# Kartell (Design)
Kartell ist eine italienische Designfabrik mit Firmensitz in Noviglio bei Mailand, die im Jahr 1949 von Giulio Castelli gegründet wurde. Das Unternehmen hat sich in der Produktion von Kunststoffmöbeln im Industriedesign international einen Namen gemacht und verfügt weltweit über 150 Flagship-Stores sowie 850 Ausstellflächen.

## Geschichte
Der Ingenieur und Chemiker Giulio Castelli rief 1949 zusammen mit Michele Pistorio und Enos Rastelli die Firma Kartell ins Leben. Diese spezialisierte sich zunächst jedoch nicht auf die Produktion von Designermöbeln, sondern auf die Herstellung von Kunststoffteilen für Autos und Haushaltszubehör.

### 1960er Jahre
In den 1960er Jahren wurde das Sortiment der Marke auf Einrichtungsgegenstände ausgeweitet. Dabei kamen erstmals neue Herstellungsverfahren zum Einsatz, mit deren Hilfe robuste und strapazierfähige Kunststoffe entwickelt werden konnten. Daraus ging 1964 in Kooperation mit den Designern Marco Zanuso und Richard Sapper der Kinderstuhl K4999 hervor. Im Laufe der Jahre kamen immer mehr Möbel-Serien aus Kunststoff auf den Markt und der Erfolg von Kartell immer mehr ins Rollen.
Aushängeschild sind auch die stapelbaren Container-Elemente der Kollektion Componibili von Anna Castelli Ferrieri, der Ehefrau des Gründers. Die Besonderheit der Möbelstücke ist, dass sie ohne jegliche Schrauben und Befestigungen auskommen.

### Unternehmenskrise und Umbruch in den 1970er und 1980er Jahren
1972 zog die Firma von Mailand nach Noviglio. Im Jahr darauf kam es zum Ölpreisschock. Dieser wirkte sich ebenfalls auf die Kunststoffproduktion des Unternehmens aus, da das teure Öl als fester Bestandteil in den Herstellungsprozessen dafür sorgte, dass auch die Preise für Kartell-Möbelstücke in die Höhe schossen. In den 1980er Jahren kam es aufgrund der zunehmenden ökologischen Bewegungen zu einem massiven Image-Verlust von Kunststoff als Arbeitsmaterial.
Doch in Zusammenarbeit mit Philippe Starck gelang Kartell schließlich der Weg zurück auf die Designermöbelbühne. 1989 brachte die Firma den Stuhl Dr. Glob aus Starcks Entwürfen auf den Markt. Mit diesem konnten sich die Kunststoffprodukte des Unternehmens wieder in der Möbelbranche etablieren. Ende der 1980er Jahre wurde Claudio Luti, ehemals Berater von Gianni Versace, neuer Manager bei Kartell und löste damit Firmenchef Giulio Castelli an der Spitze ab.

### Neuer Aufschwung in den 1990er Jahren und nach der Jahrtausendwende
Im Laufe der Jahre holte sich das Label immer mehr Designer mit ins Boot, was zu zahlreichen Neuerscheinungen führte wie zum Beispiel:
- Containersystem Mobil von Antonio Citterio
- Designerstuhl Louis Ghost von Philippe Starck
- Regal Bookworm von Ron Arad
- Bourgie Tischleuchte von Ferruccio Laviani[2]

1999 gelang Kartell nach jahrelanger und intensiver Forschung der Durchbruch: Als weltweit erstes Unternehmen brachte es Einrichtungsgegenstände aus Polycarbonat auf den Markt. Der Werkstoff ermöglichte damals völlig neue Perspektiven in der Möbelproduktion. Insbesondere für die Outdoor-Möbel-Serien von Kartell eignete sich das Material dank seiner wetterfesten Eigenschaften. Darüber hinaus waren fortan außergewöhnliche Formen, Farben und Designs bei der Herstellung neuer Artikel möglich. So erlangte Kartell in den frühen Jahrtausendern mit seinen Kunststoffmöbeln internationale Bekanntheit. Bis heute ist das Label bei seinen Kreationen dem futuristischen und originellen Stil treu geblieben und fordert sich sowie sein Team bei jedem Entwurf gestalterisch aufs Neue heraus. Anlässlich des 50-jährigen Firmenjubiläums entstand 1999 das Kartell-Museum. Es beherbergt 30.000 Exponate, darunter 15.000 Fotografien und 8.000 Objekte. Dadurch sollte sowohl das kulturelle als auch das ideelle Erbe erhalten und weitergetragen werden.

## Designer
Der Erfolg des Unternehmens begründet sich neben seinen Forschungsarbeiten und Projektentwicklungen ebenso auf die Leistungen seiner renommierten Designer.

### Philippe Starck
Geboren im Gründungsjahr von Kartell (1949) in Paris, wuchs Philippe Starck dort auf und studierte später an École Nissim de Camondo. Bereits in seiner Jugend zeigten sich schnell sein Erfindergeist und sein Talent für eher unkonventionelle Arbeiten. 1980 gründete der Designer und Architekt seine eigene Firma Starck Products. Schnell stieg er zu einem den gefragtesten Künstlern seiner Zeit auf. Und er ist es bis heute geblieben. Das belegen die zahlreichen Auszeichnungen, die er im Laufe der Jahre für seine einzigartigen und berühmten Arbeiten erhielt.

### Patricia Urquiola
Die spanische Designerin und Architektin wurde 1961 in Oviedo geboren. Sie absolvierte ein Architekturstudium in Madrid und promovierte 1989 in Mailand beim bekannten italienischen Industriedesigner Achille Castiglioni. Seit 2001 besitzt Patricia Urquiola ein eigenes Planungsbüro für Design, Architektur und Installationen in Mailand. Ihre Entwürfe für Kartell zeichnen sich durch eine fragile und verspielte Optik aus.
Eine Übersicht der Designer, die unter anderem für Kartell tätig waren oder sind:
- Philippe Starck
- Anna Castelli Ferrieri
- Antonio Citterio
- Enzo Mari
- Andries van Onck
- Michele de Lucchi
- Patricia Urquiola
- Ferruccio Laviani
- Ron Arad
- Vico Magistretti
- Ronan & Erwan Bouroullec

## Auszeichnungen
Kartell hat seit seiner Gründung 1949 diverse Preise erhalten. Dazu zählen beispielsweise:
- 9 Compassi d‘Oro
- Good Design Award, 2010 und 2012
- Interior Design’s Best of Year Award, 2012
- Red Dot Design Award, 2017 und 2019[5]